# Christian Altenburger
Christian Altenburger (* 7. September 1957 in Heidelberg) ist ein österreichischer Violinist.

## Leben
Christian Altenburger, Sohn des Violinisten Alfred Altenburger (* 1927), studierte bereits während der Schulzeit an der Hochschule für Musik und darstellende Kunst Wien. Nach dem Diplom begann er auf Empfehlung von Zubin Mehta ein Studium an der New Yorker Juilliard School of Music bei Dorothy DeLay.
Als Solist konzertierte er nach Debüt im Wiener Musikverein im Jahr 1976 mit Orchestern wie den Wiener Philharmonikern und den Wiener Symphonikern, den Berliner Philharmonikern, der Staatskapelle Dresden, dem London Symphony Orchestra, dem Concertgebouw-Orchester, dem New York Philharmonic, dem Chicago Symphony Orchestra unter Dirigenten wie Claudio Abbado, Christoph von Dohnányi, Bernard Haitink, James Levine, Lorin Maazel, Zubin Mehta, Václav Neumann, Roger Norrington oder Wolfgang Sawallisch.
Zu seinen Kammermusikpartner zählen unter anderem Bruno Canino, Heinz Holliger, Nobuko Imai, Kim Kashkashian, Lars Anders Tomter und Lars Vogt. Altenburger ist regelmäßig zu Gast bei internationalen Kammermusikfestivals, so in Santa Fe, Kuhmo, Stavanger und beim Festival Pablo Casals in Prades sowie Organisator verschiedenster Kammermusikprojekte. Von 1999 bis 2005 hatte er gemeinsam mit seiner damaligen Frau Julia Stemberger die künstlerische Leitung der Musiktage Mondsee inne. Seit 2003 ist er Intendant des Kammermusikfestivals Schwäbischer Frühling und seit 2006 der Loisiarte in Langenlois.
Altenburger unterrichtete von 1990 bis 2001 als Professor für Violine an der Musikhochschule Hannover. 2001 erhielt er eine Professur an der Musikuniversität Wien.
Der Ehe mit Julia Stemberger entstammt die gemeinsame Tochter Fanny Altenburger. Seit 2007 ist er mit der Geigerin Lydia Altenburger verheiratet, die beiden haben zwei Söhne.

## Auszeichnungen
- 2018: Niederösterreichischer Kulturpreis – Würdigungspreis in der Kategorie Musik[5][6]

## Trivia
Bei einem Einbruch in Altenburgers Wohnung im Mai 2007 wurden ihm unter anderem eine vermeintliche Stradivari aus dem Jahr 1680 im Wert von zirka 2,5 Millionen Euro sowie eine rund 120.000 Euro teure Vuillaume-Geige gestohlen, die jedoch im Juni von der Polizei unbeschädigt wiedergefunden wurden. Die drei Täter wurden gefasst und zu sechs bzw. fünf Jahren Haft verurteilt. Sie hatten allein im Mai 2007 zehn Einbrüche verübt. Im Rahmen des Prozesses konnte ein Gutachter die Echtheit der Stradivari nicht bestätigen. Die Geige sei kleiner als eine typische Stradivari, wahrscheinlich sei es eine Geige aus dem Hause Amati. Drei oder vier Meister aus Cremona kämen als Hersteller in Frage. Der Wert sei deshalb mit 500.000 Euro anzusetzen.